# Pseudoschrankia epichalca
Pseudoschrankia epichalca là một loài bướm đêm thuộc họ Erebidae. Nó là loài đặc hữu của Hawaii.
Nó có màu vàng và đen đa dạng.